# اوربانا (آرکانزاس)
اوربانا (به انگلیسی: Urbana) یک منطقهٔ مسکونی در ایالات متحده آمریکا است که در شهرستان یونیون، آرکانزاس واقع شده‌است. اوربانا ۴۶٫۹۴ متر بالاتر از سطح دریا واقع شده‌است.